# Tabu (Lied)
Tabu (Originalschreibweise: Tabu.) ist ein Lied des deutschsprachigen Musikers Yung Yury.

## Entstehung und Artwork
Geschrieben und produziert wurde das Lied vom Interpreten selbst.
Das Frontcover der Single zeigt die Dämmerung über einer Skyline. Diese ist durch ein Fenster mit geöffneter Jalousie zu sehen. Vor dem Fenster steht ein ungemachtes Bett. Inmitten des Coverbildes findet sich zentriert folgender Satz wieder: „Und Baby wenn nur du meine Liebe willst dann bleibt mein Herz für andere tabu“. Dabei handelt es sich um die Eröffnungszeile des Refrains.

## Veröffentlichung und Promotion
Die Erstveröffentlichung von Tabu erfolgte als Single am 17. März 2023. Diese erschien als digitaler Einzeltrack zum Download und Streaming durch das Musiklabel 5Zero Records.
Am 7. Juli 2023 erschien eine Remixversion mit Niklas Dee, Lena Meyer-Landrut und Luca-Dante Spadafora. Diese erschien ebenfalls als digitaler Einzeltrack durch 5Zero Records und wurde durch Virgin Records vertrieben. Die Produktion des Remixes tätigten Dee, Spadafora und Yung Yury. Abgemischt wurde es durch Dee und Yung Yury, das Mastering erfolgte unter der Leitung von Spadafora.

## Inhalt
| „Und Baby, wenn nur du, meine Liebe willst, dann bleibt mein Herz für andere Tabu Wollte fliegen, leben, lachen, glaube, Schmerz gehört dazu. Mache Fehler, ja, ich weiß das, aber alles, was ich brauche und nie hatte, das bist du.“ – Refrain, Originalauszug | Der Liedtext zu Tabu ist in deutscher Sprache verfasst. Geschrieben und komponiert wurde das Stück von Yung Yury selbst. Musikalisch bewegt sich das Lied in den Bereichen der elektronischen Tanzmusik und des Hip-Hop; stilistisch in den Bereich des Deutschen Hip-Hop und Technos. Das Tempo beträgt 149 Schläge pro Minute. Die Tonart ist c-Moll. Aufgebaut ist das Lied auf einem Intro, einer Strophe, einem Refrain und einem Outro. Es beginnt mit dem Intro, das lediglich aus dem Ausruf „Hehehe, damn, Yury“ (englisch für „Hehehe, verdammt, Yury“) besteht. Auf das Intro folgte zunächst der Refrain, der mit einem sogenannten Post-Chorus ausklingt, ehe die Strophe einsetzt. Diese wurde als Achtzeiler geschrieben. Auf die Strophe folgt erneut der Refrain, ohne Post-Chorus, ehe das Stück mit dem Outro endet. Das Outro ist wie die Strophe als Achtzeiler verfasst und besteht aus vier neuen Zeilen sowie der Wiederholung des Post-Chorus. |

## Musikvideo
Ein offizielles Musikvideo zur Originalversion wurde nicht veröffentlicht, allerdings erschien eines zur Remixversion mit Niklas Dee, Lena Meyer-Landrut und Luca-Dante Spadafora. Dieses feierte seine Premiere am 6. Juli 2023 auf YouTube. Es zeigt Lena und Yung Yury, die zunächst einzeln an verschiedenen Standorten das Lied singen. Am Ende sieht man die beiden bei einem gemeinsamen Liveauftritt in einem Club. Die Soloszenen von Lena sind in schwarz-weiß gedreht worden. Die Gesamtlänge des Videos beträgt 2:16 Minuten. Regie führte Philip Wieneke.

## Mitwirkende
| Liedproduktion - Niklas Dee: Abmischung, Musikproduzent (Remix) - Lena Meyer-Landrut: Gesang (Remix) - Luca-Dante Spadafora: Mastering, Musikproduzent (Remix) - Yung Yury: Gesang, Liedtexter, Komponist, Musikproduzent Unternehmen - 5Zero Records: Musiklabel - Virgin Records: Vertrieb | Musikvideo - Nicky Fischer: Kameramann - Joshua Losch: Kameramann - Eric Nagel: Kameramann - Philip Wieneke: Farbkorrektur, Filmeditor, Kameramann, Regisseur |

## Kommerzieller Erfolg

### Chartplatzierungen
Tabu stieg am 21. April 2023 auf Rang 32 der deutschen Singlecharts ein und konnte sich mit Unterbrechungen 45 Wochen in den Charts platzieren, letztmals in der Chartwoche vom 29. März 2024. Seine beste Platzierung erreichte das Lied am 19. Mai 2023 mit Rang zwei, wo es sich lediglich Komet von Apache 207 und Udo Lindenberg geschlagen geben musste. Für einen Zeitraum von 17 Wochen am Stück platzierte es sich in den Top 10. In den Dancecharts erreichte es am 28. April 2023 erstmals die Chartspitze. Tabu ist damit der erste deutschsprachige Titel, der die deutschen Dancecharts seit der Einführung am 15. Mai 2015 anführte. Darüber hinaus belegte das Lied ebenfalls Rang zwei der deutschsprachigen Singlecharts, wo es sich auch nur Komet geschlagen geben musste, Rang vier der Streamingcharts sowie Rang 93 der Downloadcharts.
In Österreich erreichte Tabu Rang fünf und platzierte sich 14 Wochen in den Top 10 sowie insgesamt 36 Wochen in den Charts, letztmals am 26. März 2024. In der Schweiz platzierte sich Tabu 13 Wochen in den Top 100 und erreichte mit Rang 68 seine beste Platzierung. 2023 belegte das Lied Rang neun der deutschen Single-Jahrescharts sowie Rang 14 in Österreich.
Für Yung Yury ist dies der erste Charthit in allen drei Ländern.
| ChartsChartplatzierungen | Höchstplatzierung | Wochen |
| ------------------------ | ----------------- | ------ |
| Deutschland (GfK)        | 2 (45 Wo.)        | 45     |
| Österreich (Ö3)          | 5 (36 Wo.)        | 36     |
| Schweiz (IFPI)           | 68 (13 Wo.)       | 13     |

| ChartsJahrescharts (2023) | Platzierung |
| ------------------------- | ----------- |
| Deutschland (GfK)         | 9           |
| Österreich (Ö3)           | 14          |

### Auszeichnungen für Musikverkäufe
| Land/Region        | Auszeichnungen für Musikverkäufe (Land/Region, Auszeichnung, Verkäufe) | Verkäufe |
| ------------------ | ---------------------------------------------------------------------- | -------- |
| Deutschland (BVMI) | Platin                                                                 | 600.000  |
| Insgesamt          | 1× Platin ·                                                            | 600.000  |